# Landrico I de Nevers
Landrico I de Nevers (? - 11 de maio de 1028) foi um conde de Nevers e filho herdeiro do senhor de Nevers, Roberto de Nevers, filho este do senhor feudal do Castelo de Bodo, Bodon de Monceaux.

## Biografia
Por herança de seu pai recebeu o senhorio do Condado de Nevers. Com a morte do duque Odo-Henrique, Duque da Borgonha, em 1002, ele ajudou o pai na batalha pelo domínio do Ducado de Borgonha contra o rei Roberto II de França "o Piedoso" (Orleães, 27 de Março de 972 — Melun, 20 de Julho de 1031). 
Viria igualmente a assumir a defesa do território de Auxerre, que em 1005 é cercado por um grande exército real. Landrico I, na impossibilidade de vencer teve que se render ás forças reais, facto que terá contribuído para ser perdoado pelo rei. 
O rei terá gostado da iniciativa de Landrico I, facto o levou a tentar puxá-lo para a sua área de influência oferecendo uma de suas filhas a casamento com um dos filhos de Landrico I, Reinaldo, o futuro Reinaldo I de Nevers. 
Landrico I de Nevers morreu em 11 maio de 1028 conforme indicado no obituário da Catedral de Auxerre.

## Relações familiares
Foi filho de Roberto de Nevers, Senhor de de Nevers e casado com Matilde de Mâcon (975 † 1005), filha do conde palatino da Borgonha, Otão-Guilherme da Borgonha, de quem teve:
1. Reinaldo I de Nevers (c. 1000 - 29 de maio de 1040) casado em 1020 com a princesa Alice de França (1003 - 1063), filha de Roberto II de França (27 de Março de 972 — 20 de Julho de 1031) e de Constança de Arles (c. 986 - 22 ou 25 de julho de 1032)[5]
2. Bodo de Nevers e Vendôme casado com Adela de Anjou, filha de Fulco III de Anjou [6][7] (965/970- Metz, 21 de junho de 1040) dito Nerra, o Negro, devido ao seu tom escuro, foi conde de Anjou de 987 a 1040 e de Isabel de Vendome.
3. Landrico de Nevers, recebeu carta patente da cidade em 1002,
4. Guy de Nevers, tido como marido de Acherada.
5. Robert de Nevers, cujo casamento esteve contratado para Matilda, filha de Gimo. O casamento nunca foi consumado e Matilda tornou-se freira.